# Monica Furlong
Monica Furlong (Harrow, 17 januari 1930 - Umberleigh, 14 januari 2003) was een Engelse jeugdschrijfster.

## Leven
Monica Furlong groeide op in Londen en studeerde filosofie en theologie aan de University College London. Ze werkte als journaliste voor de Daily Mail (1961-1968) en was vervolgens producente van religieuze programma's bij de BBC (1974-1978). In 1978 besloot ze zich volledig toe te leggen op het schrijven van boeken. Ze schreef vele boeken voor volwassen, zowel fictie als non-fictie. Monica Furlong is onder andere geïnteresseerd in woestijnen, kluizenaars, magie, psycho-analyse en feminisme. In verband met deze interesses bezocht ze diverse woestijnen en onderzocht aldaar de culturen en reisde naar Australië om zich te verdiepen in de Aboriginals. Voor kinderen schreef ze de trilogie Juniper (A Year And A Day), Heksenkind (Wise Child) en Colman, die zowel in Engeland als Nederland enthousiast ontvangen werd door de pers. Monica Furlong overleed in 2003.

## Werken in het Nederlands vertaald
- 1988 Heksenkind (Lemniscaat / 6e druk 1997) (Wise Child)
- 1991 Juniper (Lemniscaat / 4e druk 1996) (A year and a day)
- 2004 Colman (Lemniscaat) (Colmann)

## Voetnoten
1. ↑  Debrett's People of Today. Debrett's Peerage Ltd., 2007